# Ford City (Califòrnia)
Ford City és una concentració de població designada pel cens dels Estats Units a l'estat de Califòrnia. Segons el cens del 2000 tenia 3.512 habitants.

## Demografia
Segons el cens del 2000, Ford City tenia 3.512 habitants, 1.241 habitatges, i 882 famílies. La densitat de població era de 898 habitants/km².
Dels 1.241 habitatges en un 35,9% hi vivien nens de menys de 18 anys, en un 49,2% hi vivien parelles casades, en un 14,4% dones solteres, i en un 28,9% no eren unitats familiars. En el 24,6% dels habitatges hi vivien persones soles el 10,5% de les quals corresponia a persones de 65 anys o més que vivien soles. El nombre mitjà de persones vivint en cada habitatge era de 2,83 i el nombre mitjà de persones que vivien en cada família era de 3,28.
Per edats la població es repartia de la següent manera: un 31,4% tenia menys de 18 anys, un 10,9% entre 18 i 24, un 28% entre 25 i 44, un 17,5% de 45 a 60 i un 12,2% 65 anys o més.
L'edat mediana era de 30 anys. Per cada 100 dones de 18 o més anys hi havia 98,3 homes.
La renda mediana per habitatge era de 25.192 $ i la renda mediana per família de 30.256 $. Els homes tenien una renda mediana de 34.474 $ mentre que les dones 20.625 $. La renda per capita de la població era d'11.581 $. Entorn del 30,5% de les famílies i el 31,3% de la població estaven per davall del llindar de pobresa.

## Poblacions més properes
El següent diagrama mostra les poblacions més properes.